# Anaxyrus punctatus
El sapo de puntos rojos, sapo manchas rojas, sapo pinto o simplemente sapo,  (Anaxyrus punctatus) es una especie de anfibio anuro de la familia de sapos Bufonidae. Actualmente incluido en el género Anaxyrus (sapos de Norteamérica), anteriormente incluido en el género Bufo. Este anfibio de ambiente terrestre-dulceacuícola es un sapo pequeño de 3.7 a 7.5 cm de longitud, con cuerpo y cabeza aplanadas y nariz puntiaguda. Su dorso es gris claro, oliváceo o marrón rojizo. Posee glándulas cutáneas rojas, glándulas parotoides redondas y vientre con manchas oscuras. Los juveniles son parecidos a los adultos, pero tienen un marcado patrón punteado en el vientre y laterales de los pies son amarillos. Los machos tienen manchas rojizas y desarrollan callosidades nupciales durante la estación reproductora. 
Es nativo del suroeste de Estados Unidos (estados de California, Nevada, Utah, Colorado, suroeste de Kansas, Oklahoma, Texas, Nuevo México y Arizona) y noroeste de México, especialmente en la península Baja California encontrándose hasta una altura de 2000 m, también se han registrado ejemplares en los céntricos estados de Hidalgo y Tlaxcala.  Asimismo en México, la plataforma Naturalista tiene también registradas algunas observaciones para Colima y Guerrero; en total, son 20 estados con registros para el Sapo de puntos rojos: Baja California, Baja California Sur, Sonora, Chihuahua, Coahuila, Nuevo León, Tamaulipas, Sinaloa, Durango, Zacatecas, San Luis Potosí, Jalisco, Aguascalientes, Guanajuato, Querétaro, Hidalgo, Colima, Morelos, Tlaxcala y Guerrero.
La especie habita en regiones áridas y semiáridas encontrándose a lo largo de riberas y arroyos rocosos; sus miembros son muy localizados en la costa y extendidos en el desierto. En México, la NOM-059-SEMARNAT-2010 no considera a la especie en sus listas de riesgo; la UICN 2019-1 solamente la considera como de preocupación menor.

## Distribución
Este sapo es nativo del suroeste de Estados Unidos (estados de California, Nevada, Utah, Colorado, suroeste de Kansas, Oklahoma, Texas, Nuevo México y Arizona) y noroeste de México, especialmente en la península Baja California encontrándose hasta una altura de 2000 m, también se han registrado ejemplares en los céntricos estados de Hidalgo y Tlaxcala. Se encuentra primariamente a lo largo de las riberas y arrollos rocosos, en regiones áridas y semiáridas. Se encuentra muy localizado en la costa, pero extendido en el desierto. Utiliza charcos producidos por la lluvia para la reproducción. Los huevos eclosionan a los tres días y los renacuajos metamorfosean a las 6-8 semanas. Los periodos más secos los pasan en madrigueras, debajo de rocas, o materia vegetal, reactivándose rápidamente tras las lluvias.
Puede hibridarse con Anaxyrus boreas en algunas localizaciones, aunque se necesita confirmar este hecho.

## Publicación original
- Baird & Girard, 1852 : Characteristics of some new reptiles in the museum of the Smithsonian Institution. Proceedings of the Academy of Natural Sciences of Philadelphia, vol. 6, p. 173 (texto íntegro).